# Цудзімото Сігекі
Сігекі Цудзімото (яп. 辻本 茂輝, нар. 23 червня 1979, Префектура Осака) — японський футболіст, що грав на позиції захисника.
Виступав, зокрема, за клуб «Кіото Санга», а також молодіжну збірну Японії.

## Клубна кар'єра
1998 року почав потрапляти до заявки команди «Йокогама Флюгелс», за яку утім в офіційних іграх так й не зіграв. 
1999 року перейшов до «Кіото Санга», за яку відіграв сім сезонів, так й не ставши основним гравцем команди, яка на той час балансувала між найвищим і другим за силою дивізіонами Джей-ліги.
Сезон 2006 року провів у команді другого дивізіону «Токусіма Вортіс», після чого грав лише за нижчолігові «Сагава Прінтінг» і «Осака». Завершив ігрову кар'єру в останній команді 2009 року.

## Виступи за збірну
1999 року залучався до складу молодіжної збірної Японії. У її складі був учасником молодіжного чемпіонату світу 1999 року, на якому японці дійшли до фіналу, в якому програли збірній Іспанії, і посіли друге місце.

## Титули і досягнення
- Володар Кубка Імператора (1):

«Кіото Санґа»: 2002
Збірні
- Переможець Юнацького (U-16) кубка Азії: 1994